# 1993–1994-es UEFA-bajnokok ligája (csoportkör)
Az 1993–1994-es UEFA-bajnokok ligája csoportkörének mérkőzéseit 1993. november 24. és 1994. április 13. között játszották le.
A csoportkörben két darab négycsapatos csoportot képeztek. A csoportokban a csapatok körmérkőzéses, oda-visszavágós rendszerben mérkőztek meg egymással. A csoportok első két helyén záró csapat az elődöntőbe jutott, a harmadik és negyedik helyezettek kiestek.

## Csoportok
Az időpontok helyi idő szerint értendők.

### A csoport
| Hely. | Csapat           | M | Gy | D | V | G+ | G– | Gk  | P  | Továbbjutás                                |     | BAR | MON | SPM | GAL |
| ----- | ---------------- | - | -- | - | - | -- | -- | --- | -- | ------------------------------------------ | --- | --- | --- | --- | --- |
| 1.    | FC Barcelona     | 6 | 4  | 2 | 0 | 13 | 3  | +10 | 10 | Továbbjutott az egyenes kieséses szakaszba |     | —   | 2–0 | 5–1 | 3–0 |
| 2.    | AS Monaco        | 6 | 3  | 1 | 2 | 9  | 4  | +5  | 7  | Továbbjutott az egyenes kieséses szakaszba |     | 0–1 | —   | 4–1 | 3–0 |
| 3.    | Szpartak Moszkva | 6 | 1  | 3 | 2 | 6  | 12 | −6  | 5  |                                            |     | 2–2 | 0–0 | —   | 0–0 |
| 4.    | Galatasaray      | 6 | 0  | 2 | 4 | 1  | 10 | −9  | 2  |                                            | 0–0 | 0–2 | 1–2 | —   |     |

| 1993. november 24. 20:30 |

| AS Monaco                                                    | 4–1               | Szpartak Moszkva |
| ------------------------------------------------------------ | ----------------- | ---------------- |
| Klinsmann 17' Ikpeba 41' Djorkaeff 62' (11-esből) Thuram 89' | (2–0) Jegyzőkönyv | Pisarev 49'      |

| II. Lajos Stadion, Monaco Nézőszám: 16 000 Játékvezető: Fabio Baldas (olasz) |

| 1993. november 24. 21:30 |

| Galatasaray | 0–0         | FC Barcelona |
| ----------- | ----------- | ------------ |
|             | Jegyzőkönyv |              |

| Ali Sami Yen Stadium, Isztambul Nézőszám: 30 000 Játékvezető: Frans van den Wijngaert (belga) |

| 1993. december 8. 20:30 |

| FC Barcelona         | 2–0               | AS Monaco |
| -------------------- | ----------------- | --------- |
| Beguiristain 16' 27' | (2–0) Jegyzőkönyv |           |

| Camp Nou, Barcelona Nézőszám: 89 000 Játékvezető: Kim Milton Nielsen (dán) |

| 1993. december 8. 20:00 |

| Szpartak Moszkva | 0–0         | Galatasaray |
| ---------------- | ----------- | ----------- |
|                  | Jegyzőkönyv |             |

| Luzsnyiki Stadion, Moszkva Nézőszám: 40 000 Játékvezető: John Blankenstein (holland) |

| 1994. március 2. 20:30 |

| AS Monaco                             | 3–0               | Galatasaray |
| ------------------------------------- | ----------------- | ----------- |
| Scifo 36' Djorkaeff 41' Klinsmann 52' | (2–0) Jegyzőkönyv |             |

| II. Lajos Stadion, Monaco Nézőszám: 20 000 Játékvezető: Hellmut Krug (német) |

| 1994. március 2. 20:00 |

| Szpartak Moszkva        | 2–2               | FC Barcelona               |
| ----------------------- | ----------------- | -------------------------- |
| Rodionov 77' Karpin 88' | (0–1) Jegyzőkönyv | Sztoicskov 11' Romário 67' |

| Luzsnyiki Stadion, Moszkva Nézőszám: 60 000 Játékvezető: Puhl Sándor (magyar) |

| 1994. március 16. 21:30 |

| Galatasaray | 0–2               | AS Monaco           |
| ----------- | ----------------- | ------------------- |
|             | (0–0) Jegyzőkönyv | Scifo 54' Gnako 90' |

| Ali Sami Yen Stadium, Isztambul Nézőszám: 35 000 Játékvezető: Leif Sundell (svéd) |

| 1994. március 16. 20:30 |

| FC Barcelona                                                  | 5–1               | Szpartak Moszkva |
| ------------------------------------------------------------- | ----------------- | ---------------- |
| Sztoicskov 33' Amor 75' Koeman 77' 80' Romário 86' (11-esből) | (1–1) Jegyzőkönyv | Karpin 3'        |

| Camp Nou, Barcelona Nézőszám: 78 400 Játékvezető: Serge Muhmenthaler (svájci) |

| 1994. március 30. 20:00 |

| Szpartak Moszkva | 0–0         | AS Monaco |
| ---------------- | ----------- | --------- |
|                  | Jegyzőkönyv |           |

| Luzsnyiki Stadion, Moszkva Nézőszám: 40 000 Játékvezető: Piero Ceccarini (olasz) |

| 1994. március 30. 20:30 |

| FC Barcelona                               | 3–0               | Galatasaray |
| ------------------------------------------ | ----------------- | ----------- |
| Amor 21' Koeman 70' (11-esből) Eusebio 77' | (1–0) Jegyzőkönyv |             |

| Camp Nou, Barcelona Nézőszám: 80 000 Játékvezető: Les Mottram (skót) |

| 1994. április 13. 20:30 |

| AS Monaco | 0–1               | FC Barcelona   |
| --------- | ----------------- | -------------- |
|           | (0–1) Jegyzőkönyv | Sztoicskov 13' |

| II. Lajos Stadion, Monaco Nézőszám: 16 000 Játékvezető: Ion Crăciunescu (román) |

| 1994. április 13. 21:30 |

| Galatasaray | 1–2               | Szpartak Moszkva      |
| ----------- | ----------------- | --------------------- |
| Cihat 86'   | (0–0) Jegyzőkönyv | Onopko 55' Karpin 83' |

| Ali Sami Yen Stadium, Isztambul Nézőszám: 25 000 Játékvezető: Gerd Grabher (osztrák) |

### B csoport
| Hely. | Csapat        | M | Gy | D | V | G+ | G– | Gk | P | Továbbjutás                                |     | MIL | POR | BRM | AND |
| ----- | ------------- | - | -- | - | - | -- | -- | -- | - | ------------------------------------------ | --- | --- | --- | --- | --- |
| 1.    | AC Milan      | 6 | 2  | 4 | 0 | 6  | 2  | +4 | 8 | Továbbjutott az egyenes kieséses szakaszba |     | —   | 3–0 | 2–1 | 0–0 |
| 2.    | FC Porto      | 6 | 3  | 1 | 2 | 10 | 6  | +4 | 7 | Továbbjutott az egyenes kieséses szakaszba |     | 0–0 | —   | 3–2 | 2–0 |
| 3.    | Werder Bremen | 6 | 2  | 1 | 3 | 11 | 15 | −4 | 5 |                                            |     | 1–1 | 0–5 | —   | 5–3 |
| 4.    | Anderlecht    | 6 | 1  | 2 | 3 | 5  | 9  | −4 | 4 |                                            | 0–0 | 1–0 | 1–2 | —   |     |

| 1993. november 24. 20:30 |

| Anderlecht | 0–0         | AC Milan |
| ---------- | ----------- | -------- |
|            | Jegyzőkönyv |          |

| Constant Vanden Stock Stadium, Anderlecht Nézőszám: 28 000 Játékvezető: Vadim Zhuk (fehérorosz) |

| 1993. november 24. 19:30 |

| FC Porto                                | 3–2               | Werder Bremen        |
| --------------------------------------- | ----------------- | -------------------- |
| Domingos 7' Rui Jorge 34' Zé Carlos 82' | (2–0) Jegyzőkönyv | Hobsch 85' Rufer 86' |

| Estádio das Antas, Porto Nézőszám: 45 000 Játékvezető: David Elleray (angol) |

| 1993. december 1. 20:30 |

| AC Milan                              | 3–0               | FC Porto |
| ------------------------------------- | ----------------- | -------- |
| Răducioiu 16' Panucci 39' Massaro 63' | (2–0) Jegyzőkönyv |          |

| San Siro, Milánó Nézőszám: 35 000 Játékvezető: Leif Sundell (svéd) |

Az AC Milan–Porto mérkőzést eredetileg december 8-án játszották volna, de előrehozták az AC Milan Interkontinentális kupa-szereplése miatt.
| 1993. december 8. 20:30 |

| Werder Bremen                                  | 5–3               | Anderlecht                |
| ---------------------------------------------- | ----------------- | ------------------------- |
| Rufer 66' 89' Bratseth 72' Hobsch 81' Bode 83' | (0–3) Jegyzőkönyv | Albert 16' Boffin 18' 33' |

| Weserstadion, Bréma Nézőszám: 32 000 Játékvezető: Ion Crăciunescu (román) |

| 1994. március 2. 20:30 |

| AC Milan                  | 2–1               | Werder Bremen |
| ------------------------- | ----------------- | ------------- |
| Maldini 48' Savićević 68' | (0–0) Jegyzőkönyv | Basler 54'    |

| Giuseppe Meazza Stadion, Milan Nézőszám: 41 239 Játékvezető: Leslie Mottram (skót) |

| 1994. március 2. 20:30 |

| Anderlecht | 1–0               | FC Porto |
| ---------- | ----------------- | -------- |
| Nilis 88'  | (0–0) Jegyzőkönyv |          |

| Constant Vanden Stock Stadium, Anderlecht Nézőszám: 17 000 Játékvezető: Vassilios Nikakis (görög) |

| 1994. március 16. 20:30 |

| Werder Bremen        | 1–1               | AC Milan      |
| -------------------- | ----------------- | ------------- |
| Rufer 52' (11-esből) | (0–0) Jegyzőkönyv | Savićević 74' |

| Weserstadion, Bremen Nézőszám: 30 000 Játékvezető: Kim Milton Nielsen (dán) |

| 1994. március 16. 19:30 |

| FC Porto                   | 2–0               | Anderlecht |
| -------------------------- | ----------------- | ---------- |
| Drulović 9' Secretário 90' | (1–0) Jegyzőkönyv |            |

| Estádio das Antas, Porto Nézőszám: 38 000 Játékvezető: Václav Krondl (cseh) |

| 1994. március 30. 20:30 |

| AC Milan | 0–0         | Anderlecht |
| -------- | ----------- | ---------- |
|          | Jegyzőkönyv |            |

| San Siro, Milan Nézőszám: 65 000 Játékvezető: Joël Quiniou (francia) |

| 1994. március 30. 20:30 |

| Werder Bremen | 0–5               | FC Porto                                                                         |
| ------------- | ----------------- | -------------------------------------------------------------------------------- |
|               | (0–2) Jegyzőkönyv | Rui Filipe 11' Kostadinov 35' Secretário 70' Domingos 74' Timofte 90' (11-esből) |

| Weserstadion, Bremen Nézőszám: 32 000 Játékvezető: Manuel Díaz Vega (spanyol) |

| 1994. április 13. 19:30 |

| FC Porto | 0–0         | AC Milan |
| -------- | ----------- | -------- |
|          | Jegyzőkönyv |          |

| Estádio das Antas, Porto Nézőszám: 50 000 Játékvezető: Puhl Sándor (magyar) |

| 1994. április 13. 20:30 |

| Anderlecht | 1–2               | Werder Bremen |
| ---------- | ----------------- | ------------- |
| Bosman 45' | (1–1) Jegyzőkönyv | Bode 33' 65'  |

| Constant Vanden Stock Stadium, Anderlecht Nézőszám: 13 000 Játékvezető: Kurt Röthlisberger (svájci) |